# ديفيد موفات
ديفيد موفات (بالإنجليزية: David Moffat)‏ هو خبير مالي أمريكي، ولد في 22 يوليو 1839 في مقاطعة أورانج في الولايات المتحدة، وتوفي في 18 مارس 1911 في نيويورك في الولايات المتحدة.

## وصلات خارجية
- ديفيد موفات على موقع الموسوعة البريطانية (الإنجليزية)